# Бетел (Міссурі)
Бетел (англ. Bethel) — селище (англ. village) в США, в окрузі Шелбі штату Міссурі. Населення — 135 осіб (2020).

## Географія
Бетел розташований за координатами 39°52′40″ пн. ш. 92°1′22″ зх. д. / 39.87778° пн. ш. 92.02278° зх. д. (39.877772, -92.022665).  За даними Бюро перепису населення США в 2010 році селище мало площу 0,36 км², уся площа — суходіл.

## Демографія
Згідно з переписом 2010 року, у селищі мешкали 122 особи в 60 домогосподарствах у складі 34 родин. Густота населення становила 341 особа/км².  Було 79 помешкань (221/км²).
Расовий склад населення:
| - 93,4 % — білих - 2,5 % — осіб інших рас |

До двох чи більше рас належало 4,1 %. Частка іспаномовних становила 2,5 % від усіх жителів.
За віковим діапазоном населення розподілялося таким чином: 21,3 % — особи молодші 18 років, 54,1 % — особи у віці 18—64 років, 24,6 % — особи у віці 65 років та старші. Медіана віку мешканця становила 45,7 року. На 100 осіб жіночої статі у селищі припадало 114,0 чоловіків;  на 100 жінок у віці від 18 років та старших — 108,7 чоловіків також старших 18 років.
Середній дохід на одне домашнє господарство  становив 33 234 долари США (медіана — 23 500), а середній дохід на одну сім'ю — 42 840 доларів (медіана — 43 750). Медіана доходів становила 26 563 долари для чоловіків та 17 500 доларів для жінок. За межею бідності перебувало 18,4 % осіб, у тому числі 57,1 % дітей у віці до 18 років та 4,5 % осіб у віці 65 років та старших.
Цивільне працевлаштоване населення становило 61 осіб. Основні галузі зайнятості: освіта, охорона здоров'я та соціальна допомога — 23,0 %, виробництво — 19,7 %, мистецтво, розваги та відпочинок — 16,4 %, будівництво — 14,8 %.